# Leonora Armellini
Leonora Armellini (ur. 25 czerwca 1992 w Padwie) – włoska pianistka, laureatka V nagrody na XVIII Międzynarodowym Konkursie Pianistycznym im. Fryderyka Chopina w Warszawie (2021).

## Życiorys

### Edukacja muzyczna
Lekcje fortepianu rozpoczęła w wieku czterech lat pod okiem Laury Palmieri, uczennicy i spadkobierczyni szkoły Arturo Benedetti Michelangelego w konserwatorium Dall’Abaco w Weronie, które ukończyła summa cum laude w wieku 12 lat, po czym kontynuowała studia w Accademia Nazionale di Santa Cecilia w Rzymie w klasie Sergia Perticaroliego, którą to akademię ukończyła (również z wyróżnieniem) jako siedemnastolatka, stając się tym samym najmłodszą absolwent w historii tej instytucji. Od 2011 roku studiowała u Lilyi Zilberstein w Hochschule für Musik und Theater w Hamburgu, była także uczennicą Borisa Petrushansky’ego w Międzynarodowej Akademii Pianistycznej „Incontri col Maestro” w Imoli. Korzystała ze stypendium Theo Lieven Scholar, w ramach którego pobierała nauki w klasie fortepianu Williama Granta Naboré w Konserwatorium w Lugano. Brała udział w klasach mistrzowskich prowadzonych przez Lilyę Zilberstein, Eliso Wirsaladze, Pietro De Marię, przez cztery lata kształciła się także u rezydującego na stałe we Włoszech profesora Mariana Miki, pod kierunkiem którego zgłębiała zwłaszcza repertuar chopinowski.
Oprócz tego podjęła studia w zakresie kompozycji w Konserwatorium „Cesare Pollini” w Padwie pod kierunkiem Giovanniego Bonato. Uczęszczała również na kursy klawesynu oraz organów.

### Nagrody i osiągnięcia
Jest laureatką wielu włoskich konkursów pianistycznych, w których udział brała od szóstego roku życia. W 2005 roku zdobyła pierwszą nagrodę na Venezia Prize (Premio Venezia), konkursie dla najlepszych absolwentów uczelni muzycznych we Włoszech. W 2009 zdobyła pierwszą nagrodę w Międzynarodowym Konkursie Pianistycznym Camillo Togni w Brescii.
Podczas XVI Międzynarodowego Konkursu Pianistycznego im. Fryderyka Chopina w 2010 roku zakwalifikowała się do III etapu. Otrzymała też Nagrodę Janiny Nawrockiej za „niezwykłą muzykalność i piękno dźwięku”.
W maju 2013 roku została doceniona przez radę Associazione Nazionale Critici Musicali, której decyzją prestiżowa nagroda Premio Piero Farulli została przyznana triu muzycznemu, którego członkami poza Leonorą Armellini są skrzypaczka Laura Marzadori i wiolonczelista Ludovico Armellini – brat artystki. 23 września 2013 roku w Teatro La Pergola we Florencji, Leonora Armellini otrzymała z rąk Zubina Mehty prestiżową, międzynarodową nagrodę Galileo 2000 za „odwagę i talent muzyczny”.
Była finalistką XVI Międzynarodowego Konkursu Pianistycznego im. Ferruccia Busoniego w 2017.
W 2021 otrzymała V nagrodę na XVIII Międzynarodowym Konkursie Pianistycznym im. Fryderyka Chopina. W styczniu 2023 nakładem NIFC ukazała się płyta z jej  nagraniami konkursowymi.

### Działalność koncertowa
Leonora Armellini ma w swoim repertuarze dzieła m.in. Haydna, Clementiego, Galuppiego, Mozarta, Beethovena, Mendelssohna, Chopina, Schumanna, Clary Schumann, Liszta, Lessla, Emmanuela Chabriera, Czajkowskiego, Gershwina i Prokofiewa. W swoim dorobku artystycznym ma kilkaset występów we Włoszech, Polsce, Wielkiej Brytanii, Austrii, Czechach, Francji, Szwajcarii, Niemczech, Rosji, Tunezji, w Stanach Zjednoczonych, Indiach, Chinach, Korei Południowej i Japonii. Jako siedemnastolatka wystąpiła w Carnegie Weill Recital Hall w Nowym Jorku, grała także w Salle Cortot w Paryżu, Steinway Hall w Londynie, oraz Stein Auditorium w New Delhi.
Występowała na szeregu festiwali, m.in. w Lugano w ramach Projektu Marthy Argerich, na Międzynarodowym Festiwalu Chopinowskim w Dusznikach Zdroju i na Międzynarodowym Festiwalu Muzycznym Chopin i jego Europa w Warszawie (2011). Występowała także na International A.B. Michelangeli Festival w Bergamo i Brescii, oraz na Festival Dino Ciani w Cortina d’Ampezzo. W 2006 roku odbył jej recital w Gran Teatro La Fenice w Wenecji z okazji oficjalnych obchodów 60-lecia Republiki Włoskiej. W 2013 roku w zastępstwie niedysponowanego Daniela Barenboima zagrała koncert na festiwalu w San Remo, transmitowany dla około 155-milionowej publiczności.
Występowała z orkiestrami takimi jak Kronstadt Philharmonic, Orkiestra Filharmonii w Turynie, I Solisti Veneti, Orchestra del Teatro La Fenice w Wenecji, Orkiestra Kameralna Teatro Alla Scala w Mediolanie, Orchestra del Teatro Giuseppe Verdi w Trieście, I Virtuosi Italiani, Orchestra dell’Arena di Verona, Orchestra Alpe-Adria, Sinfonia Varsovia czy Radiowa Filharmonia New Art w Łodzi. Współpracowała z takimi dyrygentami jak Alexandre Rabinovitch-Barakovsky, Claudio Scimone, Zoltán Peskó, Anton Nanut, Andrea Battistoni, Damian Iorio, Giordano Bellincampi, Christopher Franklin, Massimiliano Caldi, Emilian Madey, Jacek Kaspszyk, Maurizio Dini Ciacci.
Występuje również jako kameralistka. Grała między innymi z Lilyą Zilberstein i Jeffreyem Swannem, Mario Brunellim, Giovannim Angelerim, Triem Broz, Laurą Marzadori, Lucią Hall i Sonig Tchakerian.
Artystka utrzymuje stałe kontakty muzyczne z Polską, którą niejednokrotnie odwiedzała. 1 lipca 2011 roku wystąpiła z recitalem w rzymskich Termach Karakalli z okazji objęcia przez Rzeczpospolitą Polską prezydencji w Radzie Unii Europejskiej. Tego samego roku, 3 grudnia wzięła udział w inauguracji Dni Polskich we Włoszech, która odbyła się w filharmonii w Weronie.

### Działalność dydaktyczna
Leonora Armellini posiada etat nauczyciela fortepianu w Państwowym Konserwatorium Muzycznym „Antonio Buzzolla” w Adrii.

## Dyskografia

### DVD
- Leonora Armellini. Piano Recital (DVD Video, Continuo Records CR128, 2019)

### Albumy CD

#### Super Audio CD
- Chopin (SACD, Velut Luna CVLD156, 2007)

#### CD (wybór)
- Chopin: Nokturn cis-moll; Ballada As-dur; Etiuda Es-dur; Koncert e-moll, op. 11 (CD, Fryderyk Chopin Institute NIFCCD615, 2012)
- Schumann: Album für die Jugend, op. 68 (CD, Acousence Classics ACO-11813, 2014)
- The Early Years (CD, Velut Luna AUD154, 2016)
- Johannes Brahms: Complete Music for Two Pianos (Leonora Armellini, Mattia Ometto – pianos) (CD, Da Vinci Classics C00138, 2018)
- Johannes Brahms: Cello Sonatas (Luca Giovannini – cello, Leonora Armellini – piano) (CD, Velut Luna CVLD327, 2020)
- Poulenc, Britten, Debussy: Music for 2 Pianos and Piano for 4-hands (Leonora Armellini, Mattia Ometto – pianos) (CD, Brilliant Classics 96163, 2020)

## Publikacje
Jest współautorką (wraz z włoskim psychiatrą Matteo Rampinem) książki pt. Mozart era un figo, Bach ancora di più (2014).